# سيزار غونزاليس (مبارز بالسيف)
سيزار غونزاليس (بالإسبانية: César González Llorens)‏ هو مبارز بالسيف إسباني، ولد في 28 سبتمبر 1965 في برشلونة في إسبانيا.

## وصلات خارجية
- سيزار غونزاليس على موقع اللجنة الأولمبية الدولية (الإنجليزية)
- سيزار غونزاليس على موقع أوليمبيديا (الإنجليزية)
- سيزار غونزاليس على موقع اللجنة الأولمبية الإسبانية (الإسبانية)